# Encarnação (metropolitana di Lisbona)
Encarnação è una stazione della linea Rossa della metropolitana di Lisbona.

## Storia
La stazione di Encarnação è stata aperta il 17 luglio 2012 in seguito al prolungamento della linea fino a Lisboa-Aeroporto.

## Interscambi
Nelle vicinanze della stazione effettuano fermata alcune linee automobilistiche urbane, gestite da Carris.
- Fermata autobus

## Servizi
La stazione dispone di:
- Ascensori
- Scale mobili
- Emettitrice automatica biglietti